# Francis Alexander Anglin

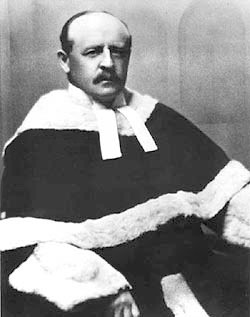
Francis Alexander Anglin

Francis Alexander Anglin, PC (* 2. April 1865 in Saint John, New Brunswick; † 2. März 1933 in Ottawa) war ein kanadischer Richter. Er gehörte von 1909 bis zu seinem Tod dem Obersten Gerichtshof von Kanada an und war ab 1924 dessen Vorsitzender (Chief Justice).

## Biografie
Er war eines von neun Kindern von Timothy Anglin, einem liberalen Abgeordneten des Unterhauses; seine jüngere Schwester Margaret Anglin wurde um die Jahrhundertwende als Broadway-Theaterschauspielerin bekannt. Anglin erhielt seine Ausbildung am Collège Sainte-Marie in Montreal, anschließend studierte er an der Universität Ottawa. 1888 erhielt er die Zulassung als Rechtsanwalt und eröffnete in Toronto die Kanzlei Anglin & Mallon. 1896 wurde er Schriftführer am Erbschaftsgericht der Provinz Ontario.
1904 wurde Anglin zum Richter der Steuerabteilung des Obersten Gerichtshofes von Ontario gewählt. Premierminister Wilfrid Laurier berief ihn am 23. Februar 1909 an den Obersten Gerichtshof von Kanada. Am 16. September 1924 trat er nach der Ernennung durch William Lyon Mackenzie King die Nachfolge des verstorbenen Louis Henry Davies als Chief Justice an.
Der wichtigste Fall, über den das Gericht unter Anglins Vorsitz zu urteilen hatte, war Edwards v. Canada (Attorney General) im Jahr 1928. Es ging dabei um die Frage, ob auch Frauen dem Senat angehören dürfen. Die von Anglin verfasste Entscheidung stellte fest, dass die in der Verfassung genannte Bezeichnung „Personen“ generell zwar durchaus Frauen einschließe, in dem speziellen Fall jedoch nicht. Das Justizkomitee des britischen Privy Council, damals noch die höchste Gerichtsinstanz für alle Gebiete des Britischen Empire, stieß diese Entscheidung ein Jahr später um und ermöglichte somit die Ernennung von Senatorinnen. Anglin blieb bis zum 28. Februar 1934 im Amt und starb zwei Tage nach seinem Rücktritt.